# Ghana en los Juegos Olímpicos de Tokio 1964
Ghana estuvo representada en los Juegos Olímpicos de Tokio 1964 por un total de 33 deportistas que compitieron en 3 deportes.  

## Medallistas
El equipo olímpico ghanés obtuvo la siguiente medalla:
| Nombre      | Deporte | Competición               |
| ----------- | ------- | ------------------------- |
| Bronce      |         |                           |
| Edward Blay | Boxeo   | Wélter ligero (63,5 kg) M |